# Schönerlinder Teiche
Das Naturschutzgebiet Schönerlinder Teiche ist 40,76 Hektar groß und liegt am Berliner Stadtrand im Ortsteil Mühlenbeck im Landkreis Oberhavel. Vom S-Bahnhof Mühlenbeck-Mönchmühle sind die Teiche etwa 300 Meter entfernt.

## Geschichte
Die Teichanlagen wurden im Jahr 1908 als Verrieselung Berliner Abwässer angelegt. Die vielen kleinen Teiche inmitten der Rieselfelder dienten bis 1977 zum Teil der Karpfenzucht und Entenhaltung. Seitdem lagen die Teiche brach und waren sich selbst überlassen. 
Mitte der 1980er Jahre wurde in Schönerlinde ein Klärwerk in Betrieb genommen; daraufhin wurden die Rieselfelder nicht mehr benötigt und die Teiche verlandeten. Da die Teiche etwas abseits liegen, wurden sie in den folgenden Jahrzehnten kaum von der Öffentlichkeit wahrgenommen. Daher konnten sich dort seltene Pflanzen und bedrohte Tierarten ungestört ansiedeln. Im Jahr 1997 wurde das Gelände unter Naturschutz gestellt. Um die Teiche herum wurde ein begehbarer Weg gebaut und ein Aussichtsturm aus Holz errichtet. Nachdem der Turm von Unbekannten abgebrannt worden war, wurde er im Jahr 2010 – finanziert von den Berliner Stadtgütern, denen die Flächen auch gehören – erneuert.

## Löwenzahnpfad
Am 31. März 2010 wurde zum 30. Geburtstag der ZDF-Sendung Löwenzahn zusammen mit dem Verband Deutscher Naturparke ein vier Kilometer langer Erlebniswanderweg, der sogenannte Löwenzahnpfad, eröffnet. Auf diesem Rundweg befinden sich, vorrangig für Berliner und Brandenburger Grundschüler, Erlebnisangebote zu den Themen Bienen, Beweidung mit Wasserbüffeln und Konikpferden, Abenteuer Hecke sowie der Aussichtsturm zur Wasservogelbeobachtung. Er ist der einzige Naturpfad Deutschlands, der über einen S-Bahnanschluss verfügt. 
Eine weitere Besonderheit ist der auf dem Rundpfad als Geocachingpunkt versteckte „Schatz des Naturparks Barnim“.

## Fauna
Im Jahr 2009 wurde beim Tag der Artenvielfalt folgende Fauna gesichtet: Rohrammer, Teichrohrsänger, Drosselrohrsänger, Schwarzer Milan, Goldammer, Neuntöter, Braunkehlchen und Zwergtaucher.

## Galerie

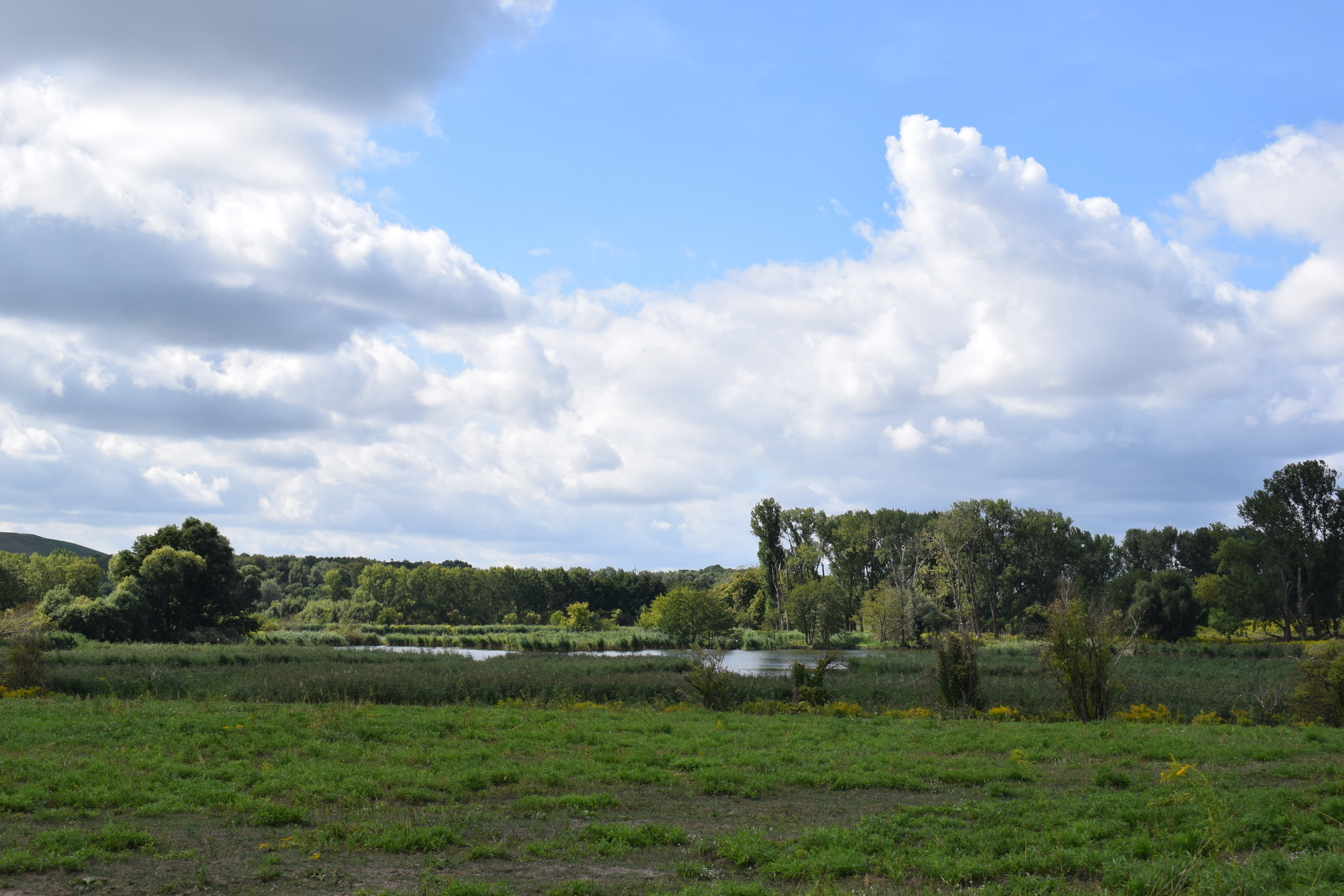
Gesamtansicht des Naturschutzgebietes
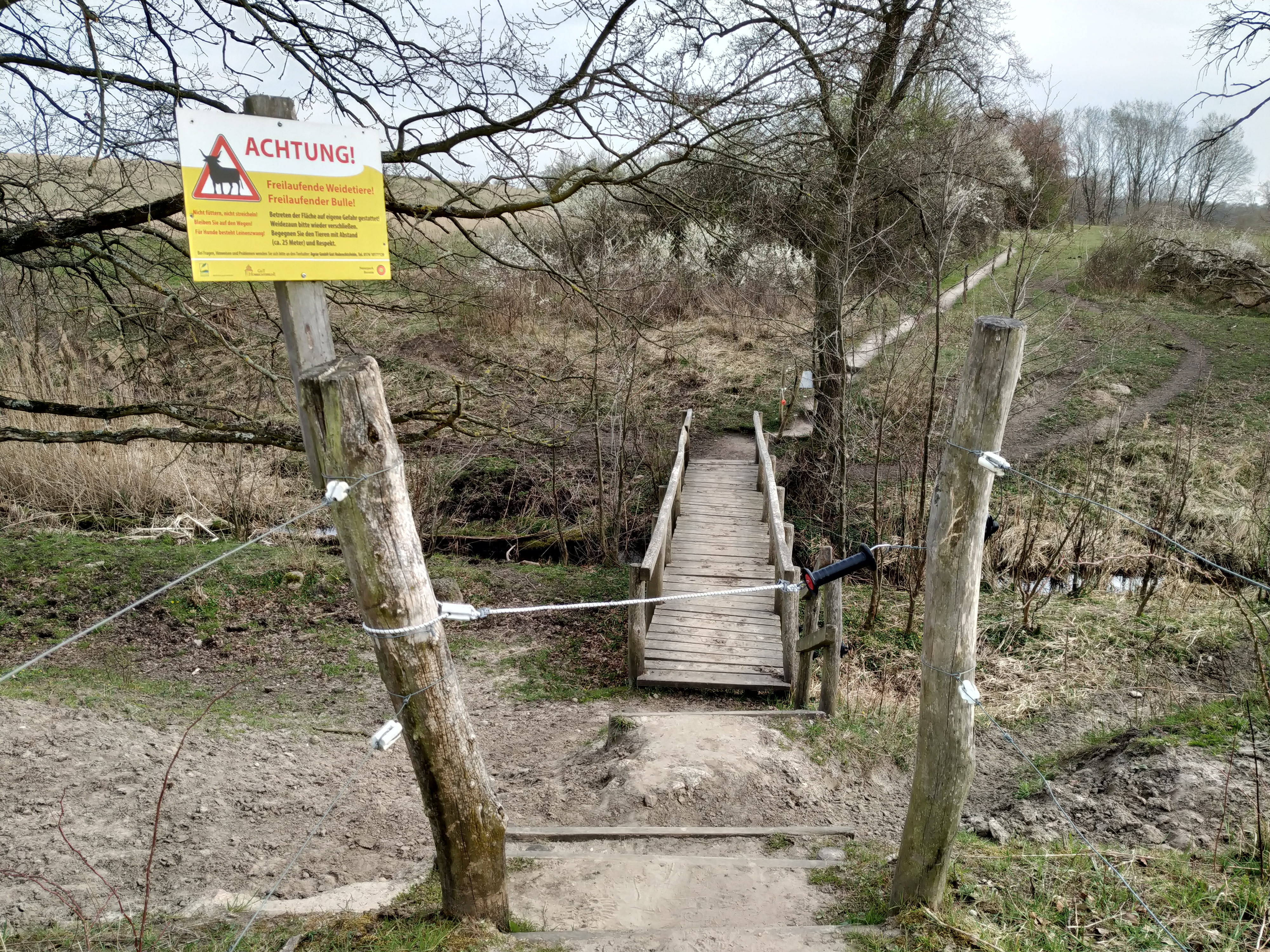
Wanderweg durchs Naturschutzgebiet
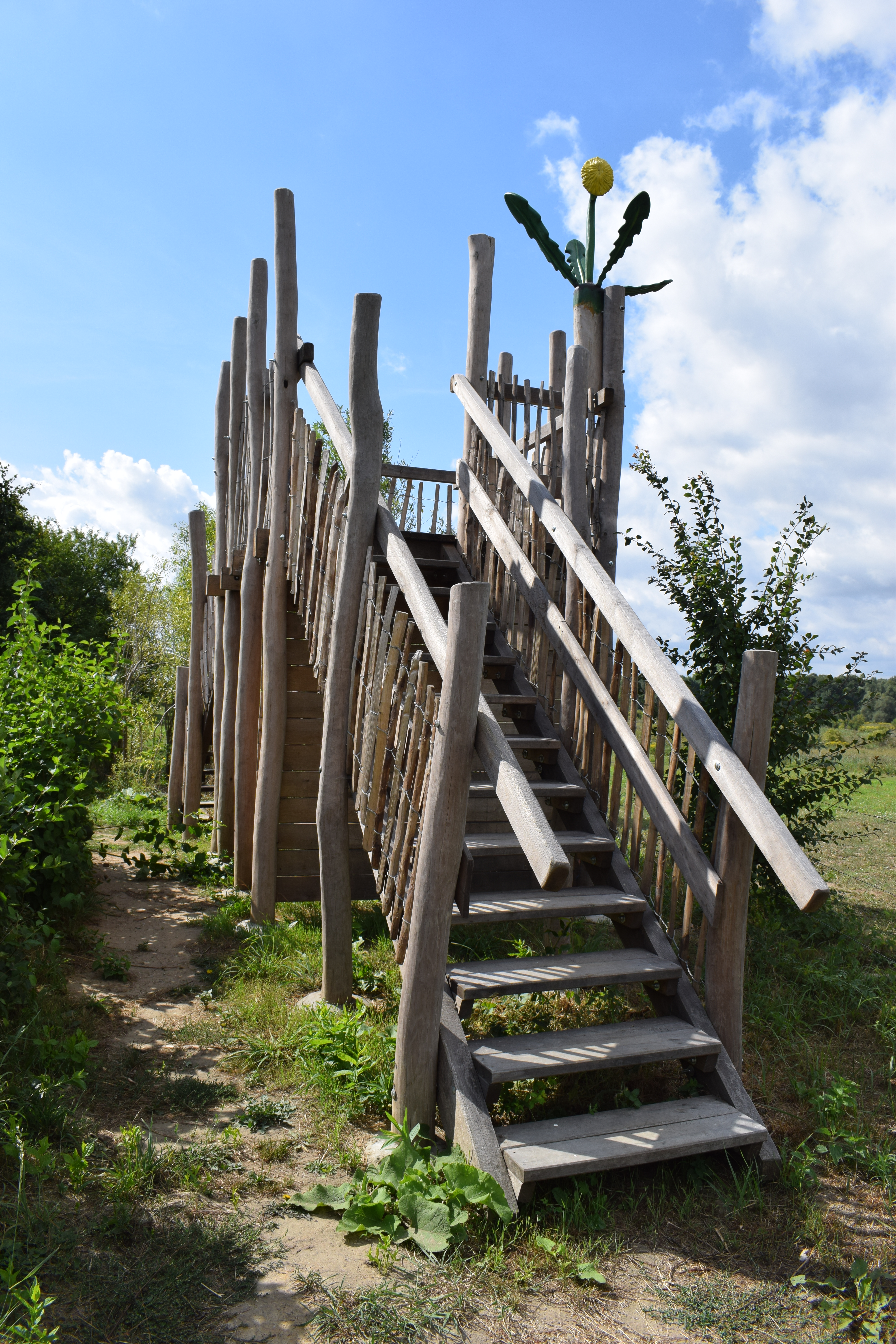
Aussichtsplattform am Wanderweg
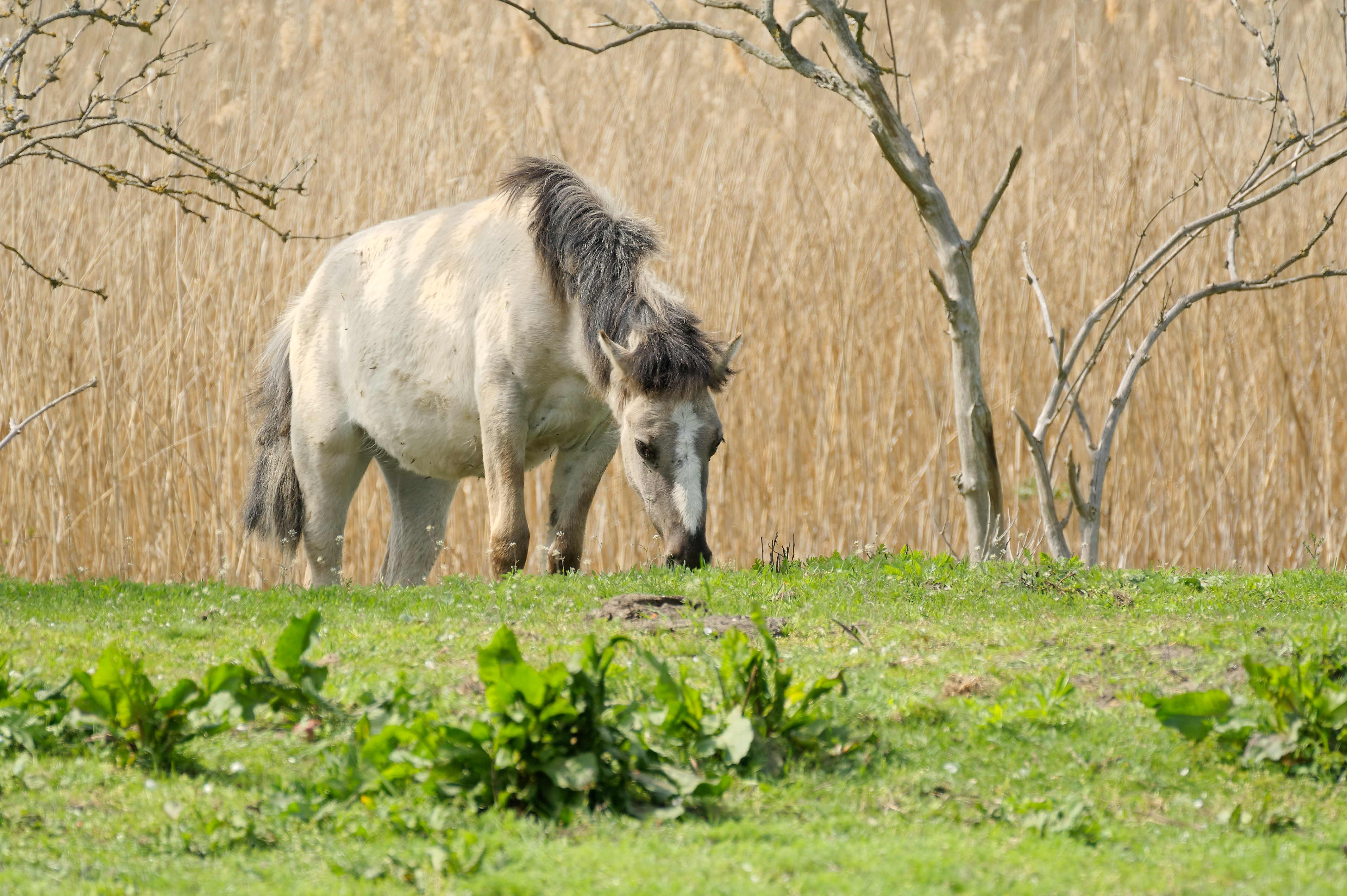
Konikpferd